# Eeg (Guttenberg)
Eeg ist ein Gemeindeteil der Gemeinde Guttenberg im Landkreis Kulmbach (Oberfranken, Bayern). Eeg liegt in der Gemarkung Guttenberg.

## Geografie
Der Weiler besteht aus drei Einzelsiedlungen, die sich auf dem Beerbühl (580 m ü. NHN), einer Anhöhe des Frankenwaldes, befinden. Sie liegen unmittelbar nördlich der Kreisstraße KU 13. Eine von der KU 13 abzweigende Gemeindeverbindungsstraße führt nach Weidmes (1,3 km nordöstlich).

## Geschichte
Der Ort wurde im 14. Jahrhundert als „Nech“ erstmals urkundlich erwähnt.
Gegen Ende des 18. Jahrhunderts bestand Eeg aus sechs Anwesen (2 Höfe, 4 Güter). Das Hochgericht übte das Burggericht Guttenberg aus. Es hatte ggf. an das bambergische Centamt Marktschorgast auszuliefern. Die Grundherrschaft oblag dem Burggericht Guttenberg.
Mit dem Gemeindeedikt wurde Eeg dem 1812 gebildeten Steuerdistrikt Guttenberg und der im selben Jahr gebildeten Gemeinde Guttenberg zugewiesen.

### Einwohnerentwicklung
| Jahr      | 001818 | 001819 | 001861 | 001871 | 001885 | 001900 | 001925 | 001950 | 001961 | 001970 | 001987 |
| Einwohner |        | 37     | 61     | 53     | 66     | 51     | 54     | 44     | 23     | 20     | 19     |
| Häuser    | 6      |        |        |        | 6      | 6      | 7      | 6      | 6      |        | 5      |
| Quelle    | [ 7 ]  | [ 9 ]  | [ 10 ] | [ 11 ] | [ 12 ] | [ 13 ] | [ 14 ] | [ 15 ] | [ 16 ] | [ 17 ] | [ 1 ]  |

## Religion
Eeg ist seit der Reformation gemischt konfessionell. Die Katholiken sind nach St. Jakobus der Jüngere (Guttenberg) gepfarrt, die Protestanten nach St. Georg (Guttenberg).